# Jean-Pierre Vallotton
Jean-Pierre Vallotton (* 3. Mai 1955 in Genf) ist ein Schweizer Schriftsteller, Schauspieler, Literaturkritiker und Übersetzer.

## Leben
Jean-Pierre Vallotton studierte Französische Literatur und absolvierte eine Schauspielausbildung. Seit 1987 hat er zahlreiche Werke, namentlich Gedichtbände und Erzählungen, veröffentlicht. Daneben hat er Gedichte aus dem Deutschen, Englischen und Rumänischen ins Französische übersetzt.
Vallotton ist Mitglied der Stiftung Pierrette Micheloud und lebt in Lausanne.

## Auszeichnungen
- 1995: Prix Hermann Ganz
- 1997: Prix Unimuse
- 1998: Prix Louise-Labé für Sommeils de givre sommeils de plomb
- 2003: Prix Lectures en Chambre
- 2005: Prix Poncetton de la Société des Gens de Lettres de France

## Werke
- Espère, poèmes à jeter, Lausanne 1987.
- Causeries devant la fenêtre. Entretiens avec Jean Tardieu, Lausanne 1988.
- Brefs blasons pour Polymnie. poèmes, Madrid 1992.
- Tout cela brûlera suivi de Cendre sur cendre, poèmes, Charlieu 1992.
- Face aux ruines blanches de l’enfance, contes et récits 1975–1982, Lausanne 1992.
- Hauteur du vertige. Carnets d’un rêveur I, nouvelles, Lausanne 1994.
- Esquisse de Gisabel, suite lyrique, Lausanne 1995.
- Reliefs d’un automne, triptyque profane, Amay 1995.
- Images pour Sulamith Wülfing, poèmes, Tournai 1997.
- Sommeils de givre sommeils de plomb, poèmes, Lausanne 1997.
- Les Enfants du sommeil. Carnets d’un rêveur II, nouvelles, Lausanne 1998.
- Précédemment, suite sérielle, Amay 1998.
- Chansons en mie de pain, poèmes pour enfants, Draguignan 2000.
- Le Rêveur et la vahiné, poème, Paris 2000.
- Éloge à Pierre Oster, Amiens 2003.
- Poèmes à cordes, Amay 2004.
- Ici-haut, suivi de Le Corps inhabitable, poèmes, Amay 2006.
- Les Egoïdes, Laon 2013.
- Salut aux galets (mit Armand C. Desarzens), Tours 2013.
- Tessons, (mit Armand C. Desarzens), Belmont 2013.
- Puits sans tain, Tours 2016.
- Au rendez-vous des absents, Paris 2016.
- Déroge à la lumière, poèmes, Laon 2016.
- Poème salamandre, Tours 2017.
- Flandres – de van Eyck à van Gogh, Paris 2018.
- Orphelins de l’orage, Mont-de-Laval 2018.
- L’esprit de la famille, Tours 2018.

## Übersetzungen
- Wolfgang Borchert: Lettre de Russie et autres poèmes (édition bilingue), Paris 1990.
- Robert Louis Stevenson: Jardin de poèmes pour un enfant (édition bilingue), Paris 1992.
- Ion Caraion: La Neige qui jamais ne neige et autres poèmes, Lausanne 1993.
- Wolfgang Borchert: Chère nuit gris-bleu, Nîmes 1995.
- Ion Caraion: Le Livre des poèmes perdus suivi de Peu d’oiseaux et autres poèmes, Troyes 1995.
- Wolfgang Borchert: Rêve de lanternes et autres poèmes (édition bilingue), Soumagne 1998.
- Sylvia Plath: Conversation parmi les ruines, choix de poèmes, suivi de Le Livre des lits, 1999.
- Robert Louis Stevenson: Emblèmes moraux et autres poèmes, 2020.